# Abbaye Sant'Ambrogio della Vittoria
L'abbaye Sant'Ambrogio della Vittoria est une abbaye cistercienne située à Parabiago, en banlieue nord-ouest de Milan (Lombardie, Italie). Fondée en 1497, elle est fermée en 1798.

## Localisation
L'abbaye est située au centre de la commune de Parabiago, à une vingtaine de kilomètres au nord-ouest du centre-ville de Milan.

## Histoire

### Fondation
Le 21 février 1339, durant la bataille de Parabiago, la légende affirme que saint Ambroise serait apparu pour guider les troupes milanaises d'Azzon Visconti et de son oncle Luchino pour défaire celles de son autre oncle Lodrisio Visconti. En remerciement de ce miracle, l'église dite « Saint-Ambroise de la Victoire » (Sant'Ambrogio della Vittoria) est bâtie sur le lieu de la bataille. De 1339 à 1581, une procession annuelle de cette église à Milan commémore également cette victoire.

### Communauté ambrosienne
À partir de 1481, l'église est desservie par une communauté de l'Ordre de saint Ambroise ad Nemus. En 1583, à l'occasion d'une visite pastorale, Charles Borromée séjourne à l'abbaye.

### Changement de communauté

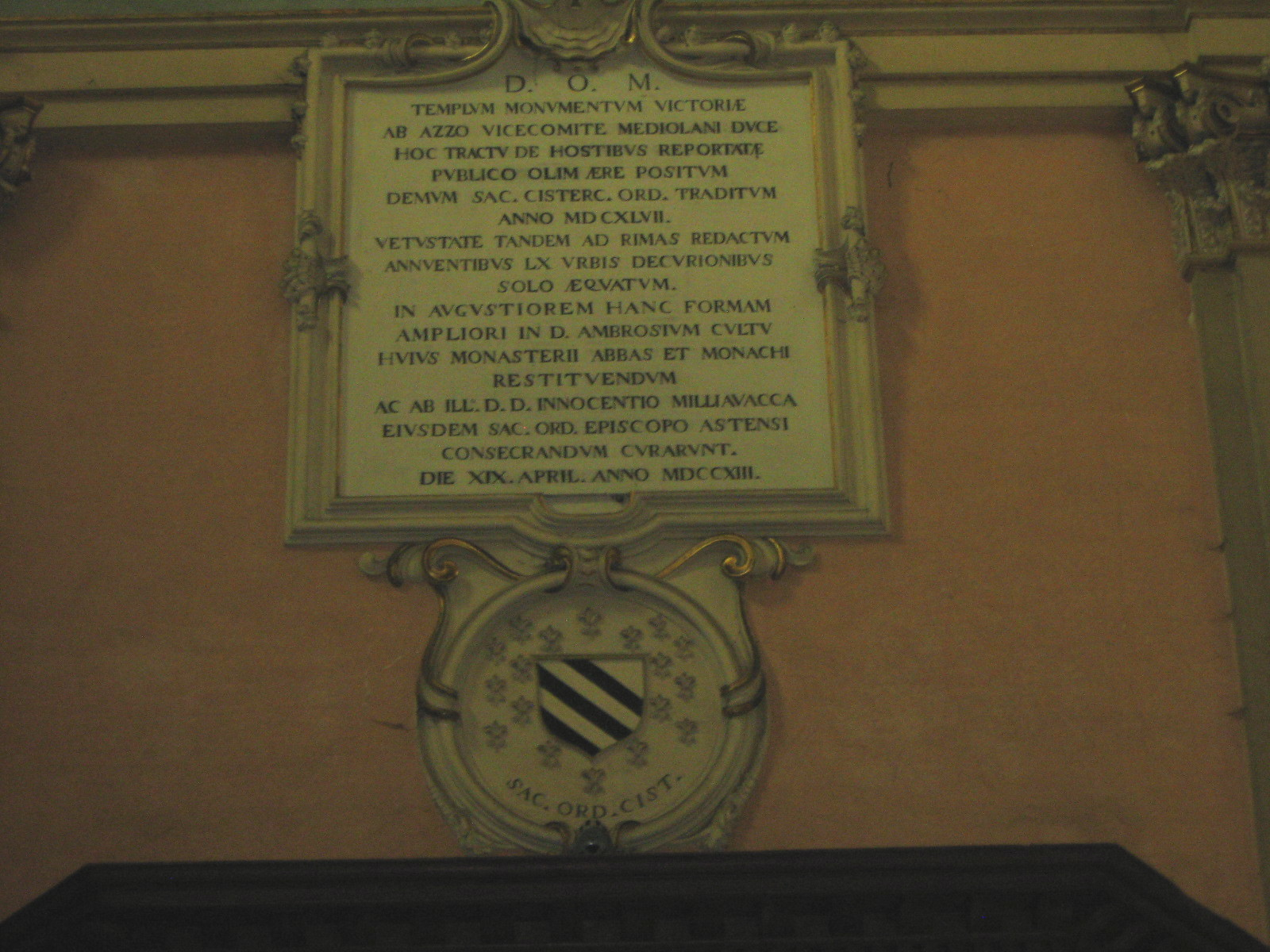
Plaque commémorant l'arrivée de la communauté cistercienne à Sant'Ambrogio en 1647.

Après la suppression de l'ordre de Saint-Ambroise par Urbain VIII, confirmée en 1645 par Innocent X, le conseil général des 60 décurions, qui gère alors l'administration de la cité, fait appel aux cisterciens de Chiaravalle ; ceux-ci acceptent au bout de deux ans. La communauté cistercienne commence par rebâtir et agrandir le monastère, travaux menés entre 1699 et 1705. Une des conditions de leur établissement est la possibilité de création d'un vaste mur d'enceinte englobant le complexe, ce qui ne se fait pas sans heurts. À partir de 1702, l'église initiale est détruite et un nouvel édifice plus vaste, de style baroque, est construit à sa place.

### Fin de la communauté
L'abbaye est dissoute lors des campagnes napoléoniennes.

## Architecture
Le monastère a été conservé dans son état du XVIIIe siècle. L'église est utilisée comme lieu de culte paroissial.

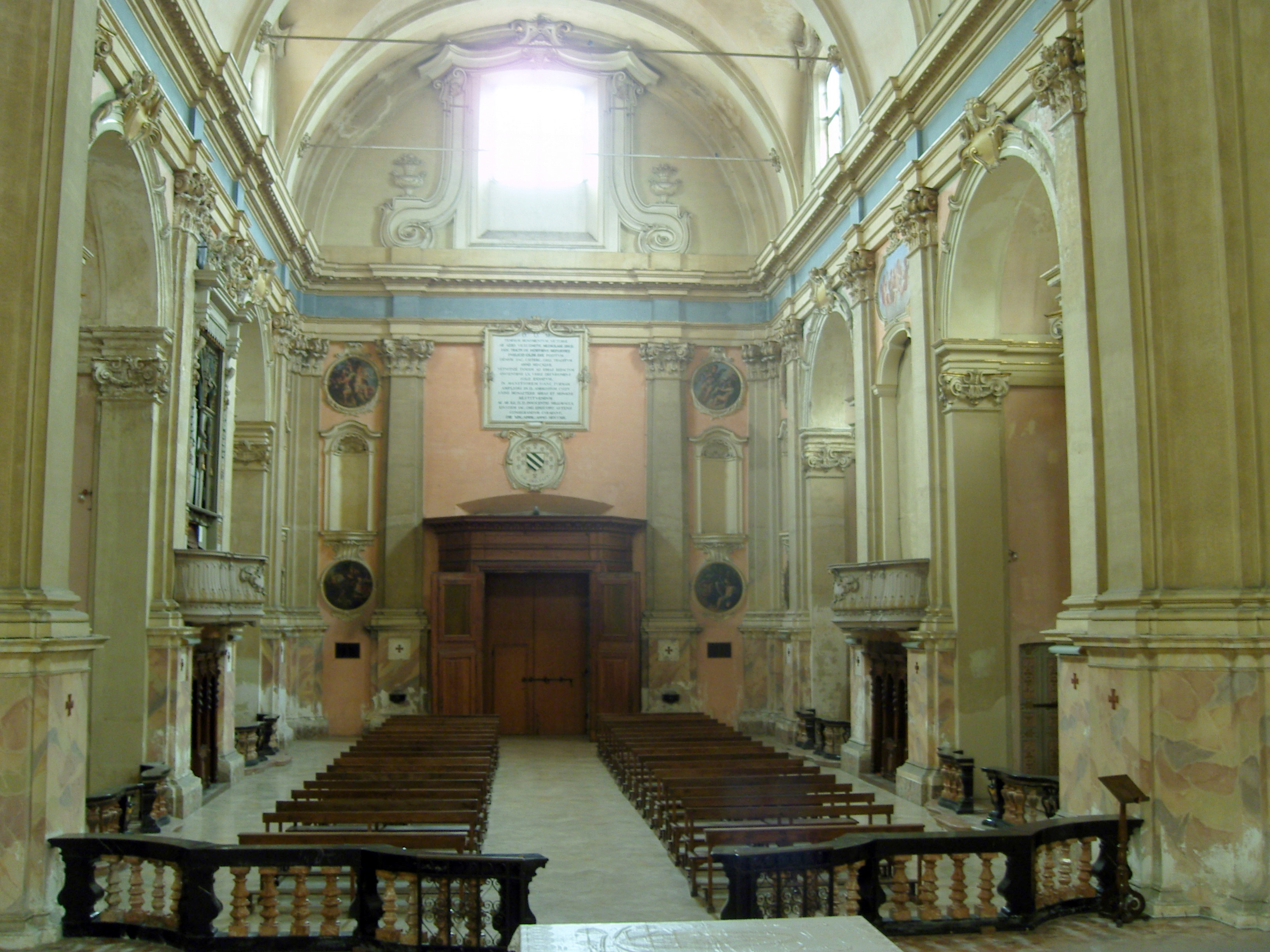
La nef de l'église Sant'Ambrogio, vue depuis le chœur.